# Chyler Leigh
Chyler Leigh West, leánykori nevén Potts (Charlotte, Észak-Karolina 1982. április 10. –) amerikai színésznő, énekesnő és modell.
A Grace klinika című televíziós sorozatban Dr. Lexie Greyt, a Supergirl című szuperhős-sorozatban pedig Alex Danverst alakította.

## Élete és pályafutása
1982. április 10-én született Charlotte-ban Yvonne Norton és Robert Potts gyermekeként. 12 éves volt, amikor az édesanyjával és a bátyjával, Christopher Khayman Lee-vel Miamiba költözött.

## Magánélete
2002. július 20-án feleségül ment Nathan West amerikai színészhez, akivel a Saving Graces forgatása során ismerkedett meg. Három gyermeke van. 2003-ban született meg fia, Noah Wilde, majd 2006-ban első lánya, Taelyn Leigh és 2009-ben második lánya, Anniston Kae.

## Filmográfia

### Film
| Év   | Magyar cím                      | Eredeti cím            | Szerep       | Magyar hang       |
| ---- | ------------------------------- | ---------------------- | ------------ | ----------------- |
| 1997 |                                 | Kickboxing Academy     | Cindy        |                   |
| 2001 | Már megint egy dilis amcsi film | Not Another Teen Movie | Janey Briggs | Nemes Takách Kata |
| 2012 | Gyötrelmes csapda               | Brake                  | Molly Reins  | Huszárik Kata     |

### Televízió
| Év        | Magyar cím          | Eredeti cím             | Szerep                       | Megjegyzések                                                                                       |
| --------- | ------------------- | ----------------------- | ---------------------------- | -------------------------------------------------------------------------------------------------- |
| 1996      |                     | Hall Pass               | önmaga                       | társ-házigazda                                                                                     |
| 1997      |                     | Kinetic City Super Crew | ismeretlen szerep            | |
| 1999      |                     | Saving Graces           | Grace Smith                  | |
| 1999      |                     | Safe Harbor             | Jamie Martin                 | főszereplő (9 epizód)                                                                              |
| 2000      |                     | M.Y.O.B.                | ismeretlen szerep            | 1 epizód                                                                                           |
| 2000      | Hetedik mennyország | 7th Heaven              | Frankie                      | 3 epizód                                                                                           |
| 2000      |                     | Wilder Days             | Rip                          | |
| 2002      |                     | That '80s Show          | June Tuesday                 | főszereplő (13 epizód)                                                                             |
| 2002      |                     | Girls Club              | Sarah Mickle                 | főszereplő (9 epizód)                                                                              |
| 2003      | Ügyvédek            | The Practice            | Claire Wyatt                 | főszereplő (7. évad)                                                                               |
| 2004      | Tiszta Hawaii       | North Shore             | Kate Spangler                | 1 epizód                                                                                           |
| 2005      |                     | Rocky Point             | Cassie                       | 1 epizód                                                                                           |
| 2005–2006 |                     | Reunion                 | Carla                        | főszereplő (13 epizód)                                                                             |
| 2007–2012 | A Grace klinika     | Grey's Anatomy          | Dr. Lexie Grey               | - vendégszereplő (3., 17. évad) - főszereplő (4-8. évad) - magyar hangja:[forrás?] - Huszárik Kata |
| 2010      | A 19. feleség       | The 19th Wife           | Queenie Alton                | - tévéfilm - magyar hangja: - Roatis Andrea                                                        |
| 2012      | Doktor Addison      | Private Practice        | Dr. Lexie Grey               | 1 epizód                                                                                           |
| 2014      | Taxi                | Taxi Brooklyn           | Caitlyn 'Cat' Sullivan       | - főszereplő - magyar hangja:[forrás?] - Huszárik Kata                                             |
| 2015–2021 | Supergirl           | Supergirl               | Dr. Alexandra 'Alex' Danvers | - főszereplő - rendező (1 epizód) - magyar hangja: - Varga Gabriella                               |
| 2017      | A zöld íjász        | Arrow                   | Dr. Alexandra 'Alex' Danvers | 1 epizód                                                                                           |
| 2017      | Flash – A Villám    | Flash                   | Dr. Alexandra 'Alex' Danvers | 2 epizód                                                                                           |
| 2017      | A holnap legendái   | Legends of Tomorrow     | Dr. Alexandra 'Alex' Danvers | - 2 epizód - magyar hangja:[forrás?] - Varga Gabriella                                             |
| 2023      |                     | The Way Home            | Kat Landry                   | főszereplő és vezető producer                                                                      |

## Fordítás
- Ez a szócikk részben vagy egészben  a   Chyler Leigh című angol Wikipédia-szócikk fordításán alapul.  Az eredeti cikk szerkesztőit annak laptörténete sorolja fel. Ez a jelzés csupán a megfogalmazás eredetét és a szerzői jogokat jelzi, nem szolgál a cikkben szereplő információk forrásmegjelöléseként.